# Albrecht Pfister

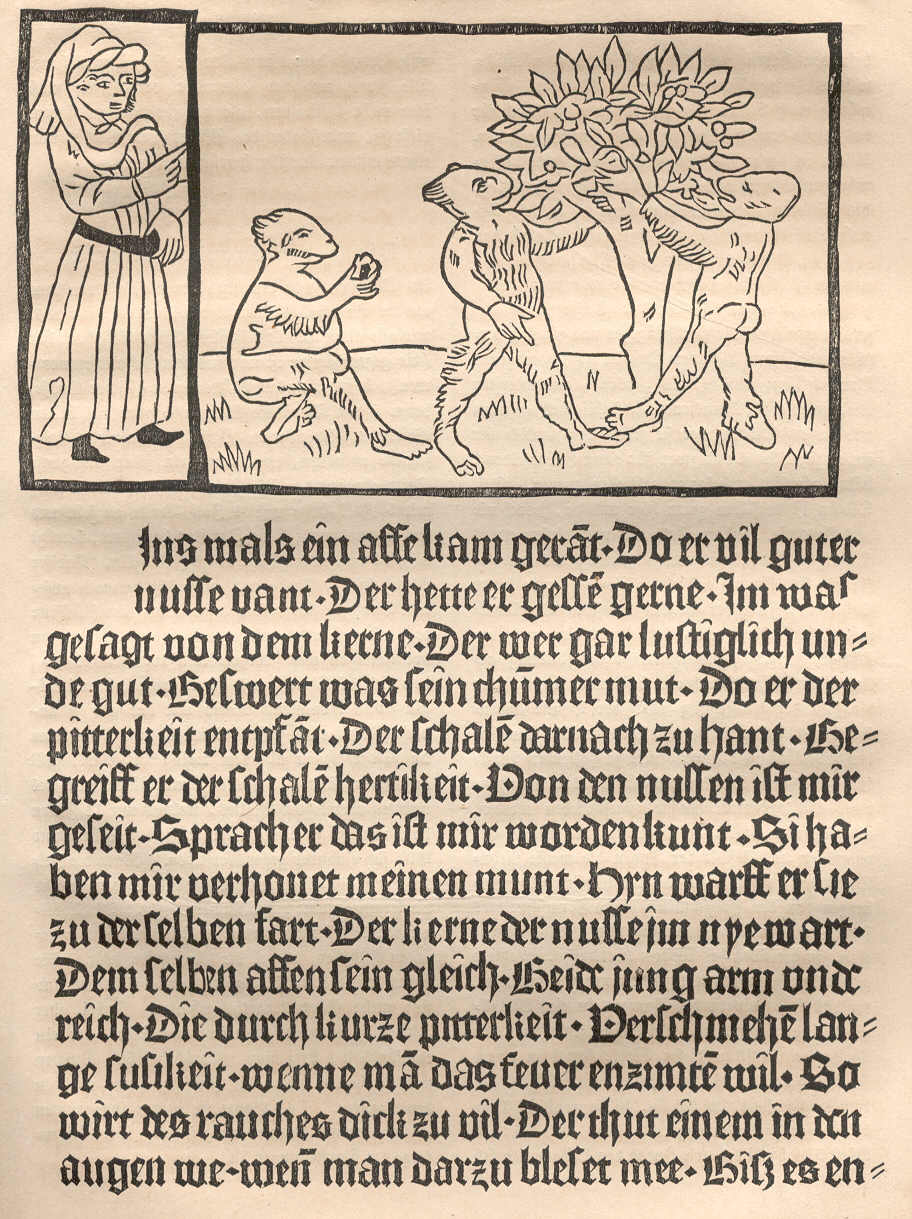
Strona z Der Edelstein

Albrecht Pfister (ur. 1420, zm. 1466) – niemiecki drukarz. Był jednym z pierwszych europejskich drukarzy, którzy do produkcji kodeksów wykorzystywali ruchome czcionki, będące wynalazkiem Jana Gutenberga. Jako pierwszy składał książki w języku niemieckim; odpowiedzialny jest też za wprowadzenie drzeworytów do książki drukowanej. Pracował w księstwie biskupim Bambergu.

## Życie
Niewiele wiadomo o jego życiu. W 1448 roku był kapłanem w Bambergu. W tym okresie związany był również z Georgiem I von Schaumbergiem, późniejszym księciem biskupim Bambergu, u którego w 1460 roku pełnił funkcję sekretarza. 

## Edytorstwo
Przypisuje się mu dziewięć edycji. Wszystkie datuje się na lata 60. XV wieku. Są to:
- dwie edycje popularnego dzieła religijnego Der Ackermann aus Böhmen w języku niemieckim;
- dwie edycje Der Edelstein Ulricha Bonera w języku niemieckim;
- dwie edycje Biblii pauperum w języku niemieckim;
- Biblia pauperum w łacinie;
- Historia Józefa, Daniela, Judyty i Estery w języku niemieckim;
- Belial Jacobusa de Teramo w języku niemieckim.

Pierwsze wydanie Der Ackermann aus Böhmen uważane jest za pierwszą w historii książkę drukowaną w języku niemieckim za pomocą ruchomych czcionek oraz pierwszą, w której wykorzystano drzeworyty. Są one jednak dość prymitywne, ręcznie malowane, czasami źle rozmieszczone na stronie. Wśród wszystkich dziewięciu edycji tylko Belial nie zawiera żadnych drzeworytów. Dwa wydania przygotowane przez Pfistera mają wydrukowaną datę: pierwsza znajduje się na wcześniejszej edycji Der Edelstein, natomiast druga podana jest na kartach Historii Józefa, Daniela, Judyty i Estery. Odpowiednio jest to rok 1461 oraz 1462. Podobnie jak wielu ówczesnych drukarzy, Pfister skupił się na pozycjach, które zyskały popularność już w formie rękopiśmiennej.
Ponadto przez wiele lat Pfister uważany był za wydawcę 36-wersowej Biblii wydrukowanej w latach 1458–1460. Od stu lat pogląd ten jest jednak negowany przez uczonych, którzy podkreślają znacznie lepszą jakość Biblii w porównaniu z pierwszymi drukami Pfistera. Biblia ta została jednak prawdopodobnie wydrukowana w Bambergu, co więcej zastosowano przy jej produkcji typ D-K, który później był wykorzystywany przez samego Pfistera.